# Përrenjas
Përrenjas este un oraș din Albania. Are o populație de 6.614 locuitori (2005).